# Station Kayashima
Station Kayashima (萱島駅, Kayashima-eki) is een spoorwegstation in de Japanse stad Neyagawa. Het wordt aangedaan door de Keihan-lijn. Het station heeft vier sporen, gelegen aan twee eilandperrons.

## Treindienst

#### Keihan-lijn
| 1,2 | ■ Keihan-lijn | richting Hirakatashi, Chūshojima, Sanjō en Demachiyanagi    |
| 3,4 | ■ Keihan-lijn | richting Moriguchishi, Kyōbashi, Yodoyabashi en Nakanoshima |

## Geschiedenis
Het station werd geopend in 1910. In de jaren 90 kreeg het station haar huidige vorm.

## Overig openbaar vervoer
Bussen van Keihan en Kintetsu.

## Stationsomgeving
- Kayashima-schrijn
- Neya-rivier
- MOS Burger
- FamilyMart